# Славина (Літія)
Славина (словен. Slavina) — поселення в общині Літія, Осреднєсловенський регіон, Словенія. Висота над рівнем моря: 574,5 м.